# Adamauna maculatipes
Adamauna maculatipes is een hooiwagen uit de familie Assamiidae. De wetenschappelijke naam van Adamauna maculatipes gaat terug op Roewer.